# 臺灣總督府圖書館

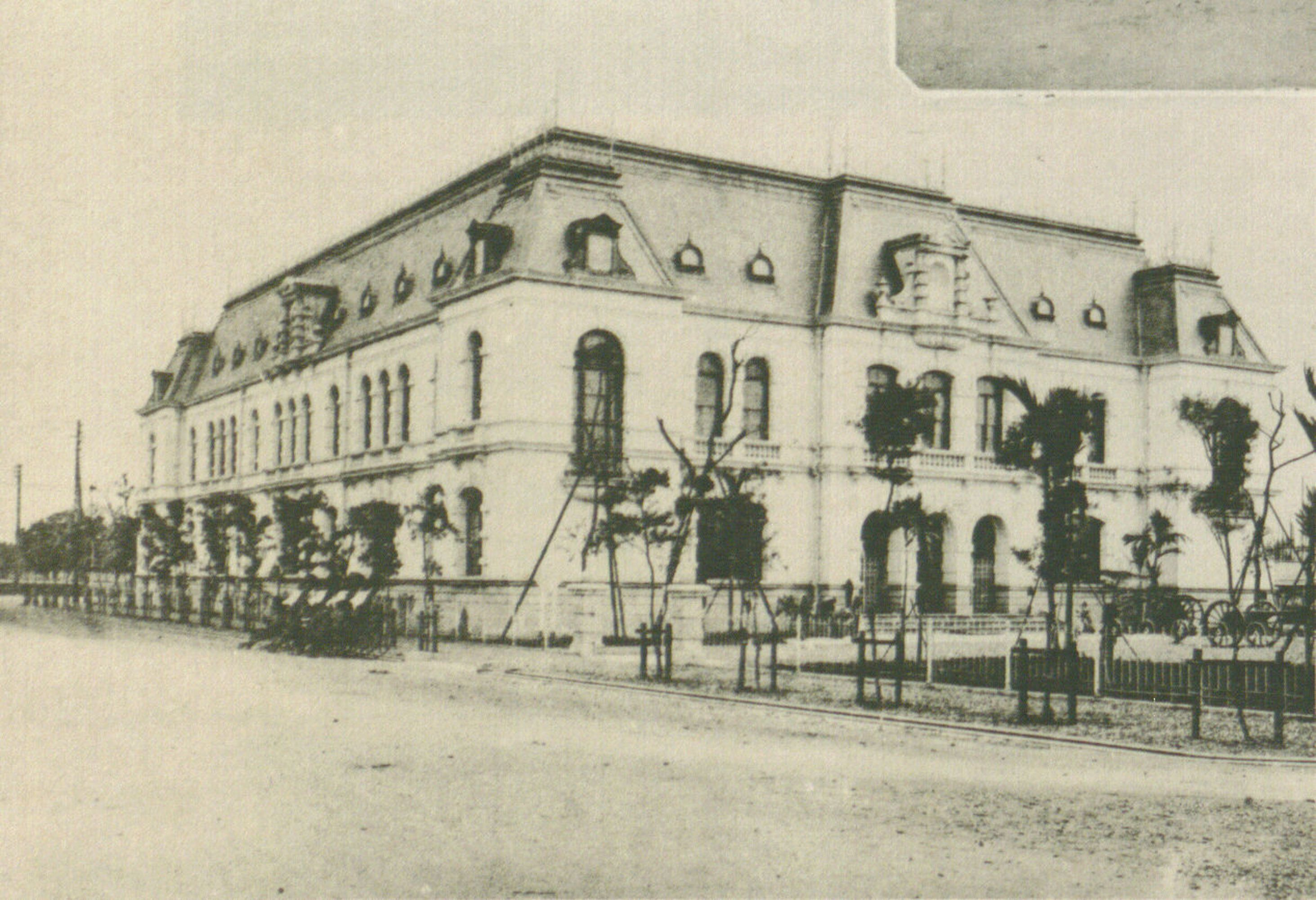
臺灣總督府圖書館

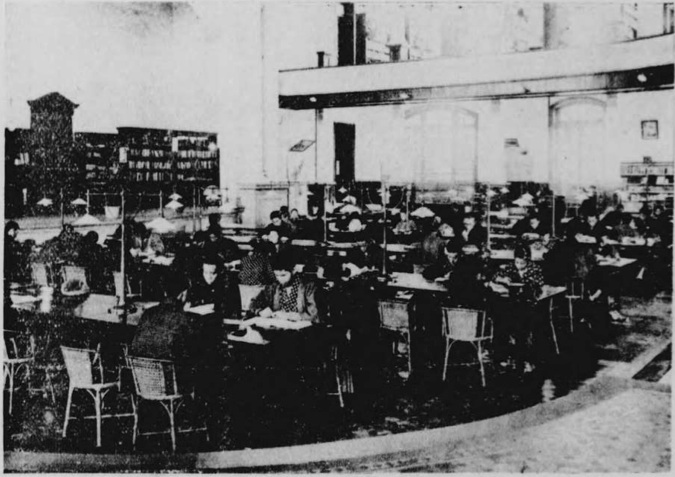
閱覽室

臺灣總督府圖書館是臺灣日治時期臺灣唯一的官立（國立）圖書館:39，是當時全臺圖書館事業發展的的重鎮:50。該館的前身是臺灣文庫，臺灣文庫在1906年8月16日停止開放後，保管其藏書的東洋協會臺灣支部於1912年向臺灣總督府建議設立圖書館:39，而總督府接受建議後於1914年4月13日公布了「臺灣總督府圖書館官制」:40，首任館長隈本繁吉於該年8月6日就任:41，至於圖書館則於1915年8月9日正式對外開放:50，使用的建築原為近藤十郎設計的臺灣總督府彩票局廳舍，也曾經是臺灣總督府民政部殖產局附屬博物館館舍，位於今博愛路博愛大樓北側。
日治時期該館歷任五位館長，後於二次大戰期間遭到炸毀，不過館藏書籍在末任館長山中樵努力下，有19萬餘冊在館舍遭到炸毀前便分別疏散到新店大崎腳、大龍峒保安宮、龍山國民學校與中和庄南勢角簡大厝四處，僅有兒童室書籍、查禁圖書與價值偏低的圖書約7萬餘冊隨著館舍毀於戰火:81。二次大戰後，館藏書籍由山中樵轉交給臺灣省行政長官公署圖書館（現今國立臺灣圖書館），山中樵並協助該館范壽康、吳克剛兩任館長發展館務:81、82。

## 歷任館長
臺灣總督府圖書館先後共有五任館長，不過第四任館長若槻道隆為代理，故任期僅為兩個月。歷任館長簡介如下:51：
| 任次 | 肖像 | 姓名 (生–卒)           | 在任時間      | 在任時間       | 備註                 |
| ---- | ---- | ---------------------- | ------------- | -------------- | -------------------- |
| 1    |      | 隈本繁吉 (1873–1952)   | 1915年8月6日  | 1916年5月16日  |                      |
| 2    |      | 太田為三郎 (1864–1936) | 1916年5月16日 | 1921年7月8日   |                      |
| 3    |      | 並河直廣 (？–1927)     | 1921年7月8日  | 1927年7月9日   | 卒於任內             |
| 代理 |      | 若槻道隆 (1883–1959)   | 1927年7月9日  | 1927年9月7日   |                      |
| 4    |      | 山中樵 (1882–1947)     | 1927年9月7日  | 1945年10月25日 | 1927年8月30日任命:70 |